# Remo Branca
Remo Branca (Sassari, 4 maggio 1897 – Roma, 26 luglio 1988) è stato un incisore italiano.
È stato attivo nel campo della xilografia. Aveva collaborato con riviste quali L'Eroica o Xilografia e Sardegna. Rivista di studi regionali.